# Polikuška
Polikuška (rus. Поликушка) ruski je film redatelja Aleksandra Sanina.

## Radnja
Seljak Polikuška dobroćudan je, ali slabe volje. Mnogo vremena provodi u konobi i krade novac od drugih da bi kupio votku. Odjednom ga pozovu u kuriju i dobije zadatak da ode u grad. Za njega bi ovo putovanje moglo biti početak novog života.

## Uloge
- Ivan Moskvin
- Vera Pašennaja
- Varvara Massalitinova
- Sergej Ajdarov
- Varvara Bulgakova

## Vanjske poveznice
- Polikuška na Kino Poisk